# Joe May

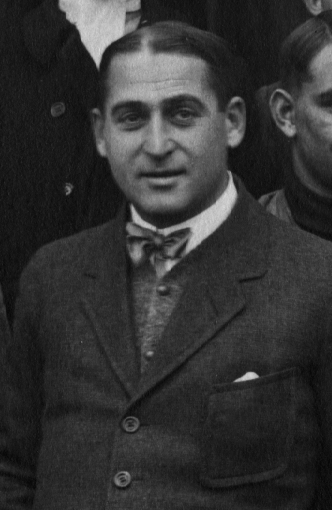
Joe May anlässlich seines 39. Geburtstags 1919

Joe May, eigentlich: Julius Otto Mandl, Pseudonym Fred Majo, (* 7. November 1880 in Wien; † 29. April 1954 in Hollywood) war ein österreichischer Filmregisseur und -produzent. Er gehört zu den Pionieren des deutschen Films.

## Leben und Wirken

### Frühe Phase: Etablierung von Detektivserien
Der Sohn einer reichen jüdischen österreichischen Familie studierte zunächst in Berlin und heiratete im Jahr 1907 die Wiener Schauspielerin Hermine Pfleger, die sich später Mia May nannte. Danach übte er verschiedene Gelegenheitsjobs aus, so in der Textilbranche in Triest und als Autoverkäufer. Ab 1909 war er Operettenregisseur in Hamburg, wo er 1910 auch mit dem Film in Berührung kam und ab 1912 Regie führte. Sein erster Film war hierbei In der Tiefe des Schachtes. Für seine Frau Mia May war es ebenfalls die erste Filmrolle.
1914 begann er als Joe May bei der Berliner Continental Kunstfilm mit der Herstellung einer Filmserie rund um den Detektiv „Stuart Webbs“. Sie war mit Ernst Reicher in der Rolle des Detektivs sehr erfolgreich und machte dieses Genre im deutschen Sprachraum populär. Im Jahr 1915 gründete May seine erste Filmfirma, die May-Film Julius Otto Mandl, der im März 1916 die May-Film GmbH folgte, und setzte die Produktion von Detektivserien erfolgreich fort. Der Detektiv hieß ab nun „Joe Deebs“ und wurde von Max Landa, später auch von Harry Liedtke verkörpert. Weitere Produktionen waren Melodramen und Gesellschaftsstücke mit seiner Frau in der Hauptrolle. Einige Filme der Joe-Deebs-Serie ließ er von Harry Piel drehen.
Joe und Mia Mays gemeinsame Tochter Eva May (1902–1924) war ab 1917 ebenfalls als Filmschauspielerin tätig. Sie beging jedoch mit 22 Jahren Selbstmord, woraufhin sich Mia aus dem Filmgeschäft zurückzog.
1917 brachte Joe May Fritz Lang ins Filmgeschäft, den er ebenso entdeckte und förderte wie dessen spätere Frau Thea von Harbou und E. A. Dupont. Fritz Lang schrieb für einen Teil der Joe-Deebs-Serie (Die Hochzeit im Excentric-Club) das Drehbuch und war dann noch häufig für May tätig.

### Regiekarriere in der Weimarer Republik
Nach Kriegsende 1918 ließ Joe May seine eigene „Filmstadt“ in Woltersdorf (bei Berlin) bauen und drehte dort die damals beliebten Abenteuer- und Historienfilme mit exotischem Flair, womit er die deutsche Monumentalfilmzeit einleitete: Veritas vincit (1918), das achtteilige Kolossalwerk Die Herrin der Welt (1919/20) sowie den Zweiteiler Das indische Grabmal (1921). Für letzteren stammte das Drehbuch von Fritz Lang und dessen Partnerin im Filmgeschäft und späterer Ehefrau, Thea von Harbou. Lang, der diesen Stoff eigentlich selbst hatte verfilmen wollen und dem dies auch von dem Produzenten Joe May zunächst zugesagt, dann aber verwehrt worden war, drehte auf Grundlage desselben Drehbuchs in den Jahren 1958/59 eine Neuverfilmung, ebenfalls in zwei Teilen, Der Tiger von Eschnapur und Das indische Grabmal.
1923 inszenierte Joe May das vierteilige Gesellschaftsdrama Tragödie der Liebe – seinen künstlerisch erfolgreichsten Film, der in der Vollkommenheit alles bot, was der damalige Entwicklungsstand des Films erforderte. In seinen weiteren Filmen wandte sich Joe May realistischen Themen zu und schuf unter anderem die bemerkenswerten Filme Heimkehr und Asphalt (beide 1928) mit sozialkritischer und expressionistischer Tendenz. Als einer der erfolgreichsten und bedeutendsten Filmpioniere des deutschen Films besuchte er noch im selben Jahr die Filmstudios von Hollywood, um sich mit den Neuerungen des Tonfilms vertraut zu machen. Zurück in Deutschland, setzte er seine Regisseurskarriere mit leichteren Unterhaltungsfilmen fort.

### Emigration und Versuche, in Hollywood Fuß zu fassen
Mit der Machtergreifung der Nationalsozialisten 1933 emigrierte er nach London. Dort erhielt er ein Jahr später ein Angebot des früheren UFA-Produktionsleiters Erich Pommer, bei der Fox Corporation einen Film zu inszenieren. Er nahm das Angebot an, und so entstand der erste Hollywoodfilm, der unter maßgeblicher Beteiligung von Flüchtlingen vor dem Nationalsozialismus entstand: Music in the Air. Auch Billy Wilder, den er bei der Emigration unterstützte, wirkte als Drehbuchautor bereits in diesem Film mit, der allerdings kommerziell ein Flop war.
In weiterer Folge hatte es Joe May jedoch schwerer, in Hollywood eine neue Karriere zu starten, da er bereits über 50 Jahre alt war und eine Arbeitsweise als selbständiger Produzent gewohnt war, was im Studiosystem nicht möglich war. Wohl auch deshalb stieß er bei vielen Studiobossen auf Misstrauen. Selbst die Regie bei Music in the Air (Warner Bros.) bekam er nur auf Betreiben Pommers. Studioboss Jack L. Warner behielt stets Ressentiments gegenüber Joe May, wie aus Memos und Schreiben von und an Warner hervorgeht. Immer wieder ist auch von einem schlechten Ruf die Rede, der May vorauseile – möglicherweise zurückgehend auf Mays Hollywood-Reisen 1928 und 1930. Bei Dreharbeiten, etwa zu Confession (1937), zog er regelmäßig auch den Ärger der Produktionschefs und Unit Manager auf sich, die zu überwachen haben, dass eine Produktion im Sinne des Studios abläuft, da er den Film bereits „mit der Kamera schnitt“ – sich also selbst ins Bild stellte, wenn ein Schnitt stattfinden sollte. Eine Vorgehensweise, die auch andere Exilanten wie Henry Koster, Robert Siodmak oder Max Ophüls angewandt haben, um durchzusetzen, dass der Film in ihrem Sinne geschnitten wird. Zudem benötigte er noch lange einen Dolmetscher – Wolfgang Reinhardt, der älteste Sohn Max Reinhardts, dolmetschte für ihn bei Warner Bros.
Nachdem seinen ersten Filmen der Erfolg verwehrt geblieben war, hatte er sowohl seinen Kredit als auch seine gute Reputation von früheren Filmen verspielt. 1938 verhalf ihm jedoch Paul Kohner zu einem Platz bei den Universal Studios. Die dort gedrehten sechs Filme, die mit einem mittleren bis niedrigen B-Movie-Budget auskommen mussten, kamen über Achtungserfolge nicht hinaus. Mit Der Unsichtbare kehrt zurück, einem Film, der heute zu den Klassikern der Spezialeffekte der Universal zählt, gelang ihm gemeinsam mit Curt Siodmak jedoch ein Film voll Ironie und visueller Gags rund um die Figur des verrückten Wissenschaftlers, der zum Protagonisten einer Reihe von Nachfolgefilmen, Suspense-Thrillern und Horror-Grotesken wurde.
1943 entwarf May mit Fritz Kortner das Drehbuch zum Anti-Nazi-Film The Strange Death of Adolf Hitler, der mit einem Großaufgebot europäischer Exilanten aufwartete. May war ursprünglich auch für die Regie vorgesehen, musste diese jedoch nach zwei Wochen an James Hogan abgeben. 1944 führte May zu Johnny Doesn't Live Here Any More das letzte Mal Regie. Universal realisierte zwar 1948 noch ein Mal eines seiner Drehbücher – Buccaneer's Girl – doch bei Veröffentlichung des Films 1950 hatte May schon keine Aussicht mehr, in einem der Studios unterzukommen.

### Verarmung nach Karriereende
Mays Filmkarriere war beendet, und so versuchte er sich für seine letzten Jahre in einem anderen Metier. Er eröffnete gemeinsam mit seiner Frau auf dem South Robertson Square ein auf Wiener Küche spezialisiertes Restaurant, das „Blue Danube“. Das nur dank Finanzierung durch seine Freunde Hedy Lamarr, Otto Preminger, Walter Reisch, Henry Koster und Robert Siodmak zustande gekommene Restaurant musste jedoch bereits nach wenigen Wochen wieder schließen. Bis zu seinem Tod im Jahre 1954 waren May und seine Frau nun auf die Unterstützung ihrer Freunde und Kollegen sowie der Hilfsorganisation European Film Fund angewiesen.
Joe Mays Schwager Heinrich Eisenbach erlangte zuerst als Kabarettist, dann als Groteskkomiker („Wamperl“) und Schauspieler Bekanntheit im österreichischen Stummfilm.

### Nachwirkung
Im November 1990 widmete sich in Hamburg der 3. Internationale Filmhistorische Kongress von CineGraph Mays Werk unter dem Titel Agenten, Abenteurer & Amouren – Die Atelier-Welten des Regisseurs und Produzenten Joe May.
Ende November 2018 wandte sich das „Cinefest“ – Internationales Festival des deutschen Film-Erbes mit dem 31. CineGraph-Kongress noch einmal dem Werk Joes Mays als wichtigem Produzenten und Filmmogul zu.
Dazu erschien 2019 in der cinefest-edition die von der Friedrich-Wilhelm-Murnau-Stiftung restaurierte Fassung von Mays Zweiteiler Das Indische Grabmal erstmals in Deutschland auf DVD und Blu-ray.
„Was macht gerade May so wichtig?“, fragte Thomas Brandlmeier im film-dienst. "Im cineastischen Gedächtnis sind Murnau, Lang, Pabst und Lubitsch präsenter, weil ihre Werke verfügbar sind und oft aufgeführt werden. Doch sind sie nur die Spitze jenes Eisbergs, der 'Weimarer Kino' heißt. Ein ganz großer Brocken davon ist Joe May. Ein Größenwahnsinniger, ein Mogul, manchmal auch ein Künstler, der es schaffen wollte, ein deutsches Hollywood aufzubauen und den Weltmarkt zu erobern. Joe May war ein Industrieller mit Fantasie: 'Regie ist Organisation', so Joe May 1919. 'Regie ist für mich die Kunst, sich die Leute herbeizuziehen, die man braucht, und sie mit feinem Geist zu beleben. Ein guter Regisseur ist der, der es versteht, sich eine solche großzügige Organisation zu schaffen, das Räderwerk einer Maschine, die arbeitet und an deren Steuer er sitzt.'"

## Filmografie (Auswahl)
als Regisseur, wenn nicht anders angegeben
- 1911: Die Fahrt nach Hamburg (Kurzfilm im Rahmen einer Theateraufführung)
- 1912: In der Tiefe des Schachtes
- 1912: Vorgluten des Balkanbrandes
- 1913: Ein Ausgestoßener, 1. Teil
- 1913: Heimat und Fremde
- 1913: Entsagungen
- 1913: Das verschleierte Bild von Groß-Kleindorf
- 1913: Die geheimnisvolle Villa („Stuart Webbs“-Reihe)
- 1914: Der geheimnisvolle Nachtschatten (nur Produktion)
- 1914: Der Spuk im Hause des Professors („Stuart Webbs“-Reihe)
- 1914: Der Mann im Keller („Stuart Webbs“-Reihe)
- 1914: Das Panzergewölbe („Stuart Webbs“-Reihe)
- 1915: Der ewige Friede. Ein Ausgestoßener, 2. Teil (nur Drehbuch)
- 1915: Das Gesetz der Mine („Joe Deebs“-Serie)
- 1915: Sein schwierigster Fall („Joe Deebs“-Serie)
- 1915: Der Geheimsekretär („Joe Deebs“-Serie)
- 1915: Violette Rosen („Joe Deebs“-Serie)
- 1915: Moritz Wasserstrahl als Stratege
- 1915: Charly, der Wunderaffe
- 1916: Die Sünde der Helga Arndt
- 1916: Arme Eva Maria
- 1916: Die Gespensteruhr („Joe Deebs“-Serie)
- 1916: Nebel und Sonne
- 1916: Wie ich Detektiv wurde („Joe Deebs“-Serie)
- 1916: Das rätselhafte Inserat („Joe Deebs“-Serie)
- 1916: Ein Blatt Papier („Joe Deebs“-Serie)
- 1917: Die Silhouette des Teufels (Co-Regie mit Felix Basch)
- 1917: Ein Lichtstrahl im Dunkel
- 1917: Die leere Wasserflasche („Joe Deebs“-Serie)
- 1917: Die Liebe der Hetty Raymond
- 1917: Der schwarze Chauffeur
- 1917: Die Hochzeit im Excentric-Club („Joe Deebs“-Serie)
- 1917: Das Klima am Vaucourt („Joe Deebs“-Serie)
- 1917: Der Onyxknopf („Joe Deebs“-Serie)
- 1917: Krähen fliegen um den Turm („Joe Deebs“-Serie)
- 1917: Hilde Warren und der Tod
- 1918: Wogen des Schicksals
- 1918: Ihr großes Geheimnis
- 1918: Das Opfer
- 1918: Die Bettelgräfin
- 1918: Veritas vincit
- 1919: Die platonische Ehe
- 1919: Die Krone von Palma („Joe Deebs“-Serie)
- 1919/20: Die Herrin der Welt (8 Teile)
- 1920: Der Henker von Sankt Marien (nur Produktion)
- 1920: Das wandernde Bild
- 1920: Die Legende von der heiligen Simplicia
- 1920: Die Schuld der Lavinia Morland
- 1921: Der Leidensweg der Inge Krafft
- 1921: Tobias Buntschuh (nur Produktion)
- 1921: Am Webstuhl der Zeit (nur Produktion)
- 1921: Junge Mama (nur Produktion)
- 1921: Das indische Grabmal (2 Teile)
- 1923: Tragödie der Liebe
- 1925: Der Farmer aus Texas (Regie, Drehbuch, Produktion)
- 1926: Staatsanwalt Jordan (Produktion)
- 1926: Dagfin
- 1928: Die Durchgängerin (nur Produktion)
- 1928: Heimkehr (Regie und Drehbuch)
- 1928: Ungarische Rhapsodie (nur Drehbuch)
- 1929: Asphalt
- 1929: Irene Rysbergues große Liebe (Maman Colibri) (nur Drehbuch)
- 1930: Die letzte Kompagnie (Produktion)
- 1930: Der unsterbliche Lump (Produktion)
- 1931: Ihre Majestät die Liebe
- 1931: … und das ist die Hauptsache!?
- 1932: Zwei in einem Auto
- 1933: Ein Lied für Dich
- 1934: Liebesreigen (Music in the Air)
- 1937: Confession
- 1938: Society Smugglers
- 1939: The House of Fear
- 1940: Der Unsichtbare kehrt zurück
- 1940: The House of the Seven Gables
- 1941: Hit the Road
- 1943: The Strange Death of Adolf Hitler (Vorlage)
- 1944: Johnny Doesn’t Live Here Anymore
- 1950: Die Piratenbraut (Buccaneer’s Girl) (nur Storymitarbeit)